# Proaño (álbum)
Proaño es el quinto álbum de estudio de la banda mexicana Enjambre. Fue lanzado el 24 de octubre de 2014, fue grabado en los estudios Sonic Ranch en Tornillo, Texas al igual que su predecesor. El título de este álbum hace referencia al Cerro Proaño ubicado en Fresnillo, Zacatecas lugar de donde son originarios los integrantes del grupo.
Se compone de catorce canciones originales, del cual se extrajeron sencillos como «Hematófago», «Sábado perpetuo» y «Por esta razón». Se distribuyó a través de EMI Music México. La Asociación Mexicana de Productores de Fonogramas y Videogramas (AMPROFON) certificó el álbum como doble disco de oro y disco de platino por más de 240 000 copias vendidas.

## Antecedentes
Otras canciones destacadas fueron «Tulipanes» y «Rosa náutica (del piso)», entre otras. Su presentación oficial ante el público se llevó a cabo el 28 de octubre en Plaza Condesa, donde también se realizó una firma de autógrafos.
Además, Enjambre se asoció con la empresa de chocolates Crunch de Nestlé para crear una campaña interactiva en línea. Esta campaña consistía en escanear un código impreso en las envolturas de los chocolates, lo que generaba un kilobyte por envoltura. Los fanáticos debían desbloquear un total de 700 mil kilobytes para acceder a las canciones. En 2015, realizaron un concierto en el Palacio de los Deportes de la Ciudad de México para lanzar la versión deluxe del álbum.

## Recepción
En el sitio web Rate Your Music recibió una puntuación de 3.71 sobre 5 estrellas.

## Lista de canciones
| N.º   | Título                    | Escritor(es)                           | Duración |  |
| 1.    | «Argentum»                | Rafael · Javier ·Ángel · Julián        | 3:54     |  |
| 2.    | «Hematófago»              | Rafael · Javier ·Ángel · Julián        | 3:06     |  |
| 3.    | «En deuda»                | Rafael · Javier ·Ángel · Julián · Luis | 3:28     |  |
| 4.    | «Sábado perpetuo»         | Rafael · Javier ·Ángel · Julián        | 3:28     |  |
| 5.    | «Tulipanes»               | Rafael · Javier ·Ángel · Julián · Luis | 3:47     |  |
| 6.    | «Rosa náutica (Del piso)» | Rafael · Javier ·Ángel · Julián · Luis | 3:56     |  |
| 7.    | «Dama demencia»           | Rafael · Javier ·Ángel · Julián        | 3:11     |  |
| 8.    | «Por esta razón»          | Rafael · Javier ·Ángel · Julián        | 3:42     |  |
| 9.    | «Nueve»                   | Rafael · Javier ·Ángel · Julián        | 3:31     |  |
| 10.   | «Semiluna»                | Javier ·Ángel · Julián                 | 4:10     |  |
| 11.   | «Hombre elefante»         | Rafael · Javier ·Ángel · Julián        | 3:08     |  |
| 12.   | «Tras la puerta»          | Rafael · Javier ·Ángel · Julián        | 3:26     |  |
| 13.   | «Calzada proaño»          | Javier ·Ángel · Julián                 | 1:42     |  |
| 14.   | «De paso»                 | Rafael · Javier ·Ángel · Julián        | 4:39     |  |
| 48:58 |                           |                                        |          |  |

| Proaño (Deluxe) |                                                                   |          |  |
| N.º             | Título                                                            | Duración |  |
| 15.             | «Intro tras la puerta (En Vivo desde el Palacio De Los Deportes)» |          |  |
| 16.             | «Tras la puerta (En Vivo desde el Palacio De Los Deportes)»       |          |  |
| 17.             | «Nueve (En Vivo desde el Palacio De Los Deportes)»                |          |  |
| 18.             | «Por esta razón (En Vivo desde el Palacio De Los Deportes)»       |          |  |

## Certificaciones
| País   | Organismo certificador | Certificación  | Ventas certificadas | Ref.  |
| ------ | ---------------------- | -------------- | ------------------- | ----- |
| México | AMPROFON               | 2x Oro+Platino | 240 000             | [ 8 ] |

## Historial de lanzamiento
| País   | Fecha                 | Formato(s)            | Sello                  | Ref.  |
| ------ | --------------------- | --------------------- | ---------------------- | ----- |
| México | 24 de octubre de 2014 | CD + Descarga digital | Universal Music México | [ 9 ] |